# Howard Lutnick
Howard Williams Lutnick (Jericho, 14 luglio 1961) è un imprenditore e dirigente d'azienda statunitense, Segretario al Commercio degli Stati Uniti d'America nella seconda amministrazione Trump dal 21 febbraio 2025. In precedenza, Lutnick è stato CEO e presidente della Cantor Fitzgerald e del BGC Group.

## Biografia
È stato uno dei principali finanziatori per le campagne presidenziali del 2020 e del 2024 di Donald Trump, Nel novembre 2024 il neopresidente eletto Trump lo ha designato come segretario al commercio, la cui nomina è stata in seguito confermata dal Senato con 51 sì e 45 no il 18 febbraio 2025, entrando in carica tre giorni dopo.